# موهره داروغه
موهره داروغه (به انگلیسی: Mohra Darogha) یک روستا در پاکستان است که در پنجاب واقع شده‌است.